# Fujairah (ciutat)
Fujairah (àrab: الفجيرة, al-Fujayra) és una ciutat dels Emirats Àrabs Units, capital de l'Emirat de Fujairah.
La ciutat és relativament petita amb uns 30000 habitants. Es troba a uns 3 km de la costa i té a la part sud el wadi Ham i al sud-oest l'Aeroport Internacional de Fujairah a només uns centenars de metres de la ciutat. Nombroses torres i un fortí construït el 1670 a uns 2 km de la ciutat constitueixen atractius del seu patrimoni històric; el fortí fou reformat el 2000.
La ciutat disposa de tots el serveis finançats pel pressupost federal, incloent escoles, hospitals, mesquites i el port situat a la costa a l'est de la ciutat a Al-Ghurfah (el port de Sur, a la desembocadura del Wadi Ham, és un port pesquer). També a la vora de la ciutat hi ha el parc Ain Madhab, una zona verda recreativa que és la més popular de l'emirat. Sakamkam, ciutat situada al nord-est de la ciutat i avui quasi unida a Fujairah, és ciutat separada però amb certa importància (uns deu mil habitants)
A 8 km al sud-oest es troba la vila d'Al-Heil amb un dels castells més coneguts de l'emirat i antic palau del xeic. Un altre castell, datat del 1735, es troba a Al Bithnah a 13 km a l'oest en el camí que seguint el Wadi Ham porta a les muntanyes Al-Hadjar que pertanyen a Ras al-Khaimah.
A uns 20 km al sud-oest hi ha l'estació termal d'Ain Al-Ghamour, a les muntanyes entre Kalba i Hadjar, amb fonts d'aigua calenta que arriben als 60 °C i adequada per curar l'artritis, el reuma i altres.
La municipalitat fou establerta per decret del xeic de l'abril de 1969.